# Евродиско
Евродиско (англ. eurodisco) — музыкальный стиль, зародившийся в середине 70-х и ставший особенно популярным в середине — второй половине 80-х годов. Одновременно с этим евродиско — термин, объединяющий жанры электронной танцевальной музыки, возникшие в Европе 80-х годов — электропоп и диско вместе с другими новыми производными от них , такими, как Hi-NRG, итало-диско, хаус, евро-поп и другими. Типичная песня евродиско базируется на использовании синтезатора, драм-машины, яркого баса и обычно поётся на высоких тонах. В 80-х годах термин редко использовался в Европе, где такая музыка была и просто считалась поп- или диско-музыкой.
В настоящее время термин «евродиско» в основном используется, чтобы отделить особый жанр (один из подстилей диско наряду со спейс-, итало-диско, high energy и другими) европейской танцевальной музыки (стиль, упомянутый в начале статьи) от итало-диско и от более поздних вариаций типа Hi-NRG и евробит. Именно в стиле евродиско (в данном понимании) написаны все альбомы группы «Modern Talking» до их первого распада в 1987 году, первые альбомы групп «Bad Boys Blue» и «Silent Circle», четыре альбома певицы C.C.Catch, написанные Дитером Боленом, проект Дитера Болена Blue System, Sandra, Sabrina Salerno, Kylie Minogue, Samantha Fox, группа Joy, несколько песен «Pet Shop Boys» и прочее.

## 80-е: Расцвет евродиско
Разные группы и артисты начала 80-х вложили большой вклад в создание данного стиля, например: Secret Service — Oh Susie, Laid Back — High Society Girl, F.R. David — Words, Yello  — Daily Disco и тд. Расцвет евродиско пришёлся на период 1984—1990 годов. Одним из ярчайших людей, повлиявших на стиль евродиско, был немецкий композитор Дитер Болен с такими его успешными проектами как «Modern Talking», C.C.Catch, «Blue System» и другими. Наиболее популярно евродиско было в странах центральной и восточной Европы (в том числе СССР). В настоящее время гастроли звёзд тех лет проходят с успехом в основном на территории этих стран.
Некоторые отмечают, что те же элементы, которые позднее стали использовать в большей степени как евродиско, уже сложились в середине и конце 70-х годов в определенных направлениях артистов, таких как шведская группа «ABBA», немецкая группа Arabesque и американские певицы Донна Саммер, Irene Cara и Дайана Росс. К примеру, одними из самых ранних примеров евро-диско можно считать хит группы Silver Convention 1975 года fly robin fly и хит Дайаны Росс «Love Hangover» 1976 года.

## 1990-е годы
К началу 1990 года популярность стиля в Европе стала уменьшаться, евродиско переросло в евродэнс. В Европе расцвёл стиль Hi-NRG. Хотя, к примеру, у того же Дитера Болена последние евро-диско-хиты датируются 1994 годом (к примеру, песня 6 Years - 6 Nights). В странах СНГ - в частности, Украине, Латвии, Белоруссии, России мода на евродиско также задержалась примерно до этого времени и чуть дольше. К исполнителям евродиско начала 90х в России можно отнести такие группы как «Шериф», «Комиссар», «Кар-Мэн», «Забытый разговор», «Рома Жуков»
К концу 90-х годов в Европе произошёл новый всплеск интереса к евродиско. Некоторые коллективы воссоединились, реанимировались и/или снова начали гастрольную деятельность («Modern Talking» (воссоединились в 1998 году). «Bad Boys Blue» и «Silent Circle» (активно гастролируют), C.C.Catch (в 1998 году после девятилетнего перерыва снова начала выступать). В стиль евродиско был временно добавлен элемент рэпа. Этот элемент стал встречаться с 1987 года (напр., песня Sabrina «Boys, Boys, Boys»), то есть с распада "Modern Talking". Группа «Modern Talking» в 1998 году продала огромным тиражом свой альбом "Back For Good", состоящий преимущественно из ремейков старых хитов.

## 2000-е годы
В настоящее время существует несколько современных групп и исполнителей, намеренно поющих именно в стиле евродиско, например, «Systems in Blue» (бывшие бэк-вокалисты Дитера Болена в группах «Modern Talking» и «Blue System»), Марк Эшли (певец, голосом очень похожий на Томаса Андерса), Джонни M5 (Джон Дароу).
С начала 2000-х гг. в России стали массово возвращаться на сцену кумиры прошлых лет, исполнявших композиции в стиле евродиско: Юрий Шатунов, солистки группы «Мираж», Сергей Минаев, Рома Жуков, «Анонс» и др.

## Евродиско и США
Евродиско проникло в танцевальную поп-музыку в США к 1983 году. Также европейские продюсеры и авторы песен вдохновили новое поколение американских исполнителей к стремлению вдохнуть новую жизнь в танцевальную музыку, временно покинувшую радиостанции в США. Диско (его первоначальная форма) было объявлено «мертвым» в результате реакции там в 1979 году , но уже начало 80-х годов было ознаменовано успешным присутствием евростиля в песнях, где переплетаются границы рока, попа и танцевальной музыки, таких как «Call Me» группы «Blondie» и «Gloria» Лауры Браниган. Наступила новая эра американской продвинутой танцевальной музыки, что часто забывается, или считается поджанром в виде «Второго британского вторжения», начавшихся одновременно. Браниган (продюсировалась продюсером Джеком Уайтом ) проникла ещё глубже в стиль евродиско в дальнейших хитах, наряду с продюсируемыми американцем Джорджо Мородером песнями от «Berlin» и Irene Cara.

## Евродиско в СССР и России
В СССР евродиско было представлено во второй половине 1980-х годов популярными группами «Мираж», «Маленький принц» (автор музыки обоих коллективов — Андрей Литягин), «Ласковый май», Анонс (группа), Фристайл (группа), Твой день, Рома Жуков, Анжелика, Каролина, Суровый февраль и другими. Мощная волна этой музыки, либо музыки в подобной аранжировке, прокатилась в 1988—1994 гг. по стране. В настоящее время в стиле евродиско в России работают несколько исполнителей, например, группы «Night Fox» и «Ласковое Лето», Дмитрий Яковлев, DiscoBonus и, в некоторой степени, группа «Plazma» и Андрей Губин. Появляются новые коллективы, работающие в диско-стиле, такие как группа Кристалл, Wild Djigits, Elen Cora, Siberian Heat, Студия-80, The Crosslines, Кассета. Появляются экспериментальные проекты, такие как группа «Ласковое Лето», где лицом коллектива является 88-летняя женщина, проекты Сергея Кузнецова (Alis, Леха, Ангел и Кот) — создателя и основного автора гр. Ласковый май — и Ильи Гусева.
Каждый ноябрь с 2002 по 2019 годы в России под эгидой одной из ведущих радиостанций страны — «Авторадио» — проводился Международный фестиваль «Дискотека 80-х», в котором принимали участие звёзды евродиско.

## Зарубежные исполнители в стиле Евродиско
- Laid Back
- Baby's Gang
- Bad Boys Blue
- Blue System
- Baccara
- C.C.Catch
- Click
- Danuta
- Debut de Soiree
- Desireless — «Voyage, Voyage», «John», «Star»
- Digital Emotion
- Данни Миноуг
- Дитер Болен
- Fancy
- Joy
- London Boys
- Ken Laszlo
- Kylie Minogue
- Lian Ross
- Modern Talking
- Neoton familia
- Patty Ryan
- Sabrina Salerno
- Savage
- Saphir
- Sandra
- Silent Circle
- Secret Service
- Arabesque
- F.R.David
- Fox The Fox
- Icehouse
- Pet Shop Boys